# Adustina
Adustina é um município brasileiro do estado da Bahia. 
Segundo o Censo 2022 do Instituto Brasileiro de Geografia e Estatística (IBGE), a população do município é de 14 201 habitantes.

## História
A história do município teve início em 1857, com uma pequena povoação de fazendeiros e agricultores. Em 1905, uma capela e um cemitério foram construídos. O povoado foi expandido em 1915, contando naquele momento com 200 casas.
Em 1938, foi elevada a distrito, com o nome de Bonfim de Coité, sendo Coité a atual cidade de Paripiranga. Em 1989, foi elevada à categoria de município diante da expansão populacional ocorrida na década de 1960.
Adustina ficou reconhecida nacionalmente como a terra do feijão, devido se destacar como uma das maiores produtores desse produto na região. Em 2013, registrou sua maior safra de feijão em 30 anos. Em 2019, estimou-se que 6 mil toneladas de feijão seriam produzidas no município naquele ano.

## Geografia
Adustina está localizada no nordeste do estado da Bahia, estando distante a 368 quilômetros da capital estadual, Salvador. Situa-se a 10º32'32" de latitude sul e 38º6'39" de longitude oeste. Com uma área de 629,099 quilômetros quadrados, limita-se com os municípios de Coronel João Sá e Paripiranga a leste, Fátima a oeste, Antas e Sítio do Quinto a norte e o estado de Sergipe a sul. De acordo com a divisão do Instituto Brasileiro de Geografia e Estatística, o município pertence às Regiões Geográficas Intermediária de Paulo Afonso e Imediata de Cícero Dantas.
Adustina possui altitude média de 300 m. Seu clima varia de subúmido a seco, com temperatura média anual de 22,7 graus Celsius. Com índice de pluviosidade anual de 880,9 milímetros, tem seu período chuvoso os meses de março a agosto. Entre os solos registrados no município, estão Cambissolos, Neossolos e Luvissolos. A caatinga arbórea aberta e caatinga arbórea densa formam sua vegetação. Pertence à bacia hidrográfica do Rio Vaza-Barris.

## Demografia
Em 2010, a população do município foi contada pelo Instituto Brasileiro de Geografia e Estatística (IBGE) em 15 706 habitantes. Segundo o censo daquele ano, 7 908 (50,35%) habitantes eram homens e 7 798 (49,65%) mulheres. Ainda segundo o mesmo censo, 10 132 (64,51%) habitantes viviam na zona rural e 5 574 (35,49%) na zona urbana. Já segundo estimativa de 2020 a população era de 17 126 habitantes, correspondendo a 0,11% da população total do estado e fazendo com que fosse o 226º município mais populoso.
O Índice de Desenvolvimento Humano Municipal (IDH-M) de Adustina, de 0,546, é considerado baixo pelo Programa das Nações Unidas para o Desenvolvimento (PNUD). O mesmo indicador havia sido apurado em 0,347 em 2010 e em 0,206 em 1991. Considerando-se apenas o índice de educação o valor é de 0,432, o valor do índice de longevidade é de 0,718 e o de renda é de 0,526. O coeficiente de Gini, que mede a desigualdade social, era de 0,54, sendo que 1,00 é o pior número e 0,00 é o melhor. A taxa de mortalidade infantil era de 43,48.

## Política e administração
O Poder Executivo do município é representado pelo prefeito, auxiliado por onze secretários municipais. Desde janeiro de 2021, o executivo é comandado pelo prefeito Paulo Sergio Oliveira dos Santos, do Partido Social Democrático (PSD); a vice-prefeita é Lorinha do Sem Terra, do Partido dos Trabalhadores (PT). Paulo Sergio e Lorinha foram eleitos na eleição municipal de 2020 com 6 558 votos (70,81% dos votos válidos).
O Poder Legislativo é representado pela Câmara Municipal de Vereadores, formada por onze vereadores eleitos para mandatos de quatro anos. O legislativo é dirigido pelo presidente, além do vice-presidente e do secretário. Cabe à casa elaborar e votar leis fundamentais à administração e ao Executivo, além de fiscalizá-lo. Como resultado da eleição de 2020, a Câmara Municipal ficou composta por sete vereadores do PSD, dois do Partido Democrático Trabalhista (PDT) e dois do PT.
Na política nacional, Fernando Haddad (PT) obteve 7 361 votos (86,10%) em Adustina no segundo turno da eleição presidencial, superando Jair Bolsonaro (PSL), que conseguiu 1 188 votos (13,90%). Para o governo da Bahia, Rui Costa (PT) recebeu 6 712 votos (86,82%) no município. Para o Senado Federal, Jaques Wagner (PT) e Ângelo Coronel (PSD) alcançaram 42,97% e 41,91% dos votos, respectivamente.

## Economia
O Produto Interno Bruto (PIB) de Adustina foi estimado em R$ 91,7 milhões em 2010. No mesmo ano, seu PIB per capita foi avaliado em R$ 5.844,00.E Em 2019, as receitas da administração pública municipal foram de R$ 37,8 milhões, com despesas de R$ 38,8 milhões. O salário médio mensal dos trabalhadores formais em Adustina era dois salários mínimos em 2019.